# Prémio Henri Buttgenbach
O Prémio Henri Buttgenbach é um galardão criado em 1945 pela Académie royale des sciences, des lettres et des beaux-arts de Belgique.
Este prémio trienal, criado para homenagear Henri Buttgenbach (1874-1965), distingue o melhor trabalho original sobre mineralogia, petrografia ou paleontologia, publicado por um investigador da União Europeia.

## Laureados[2]
- 1948 — François Léopold Henri Stockmans
- 1951 — Nicolas Varlamoff
- 1954 — Marius Joseph Lecompte
- 1957 — Suzanne Céline Marie Leclercq
- 1960 — René Van Tassel
- 1963 — Edgard Casier
- 1966 — Jules Moreau
- 1969 — Jan De Coninck
- 1975 — André-Mathieu Fransolet
- 1978 — Jacques Delhal
- 1981 — Michel Deliens
- 1984 — Paul Piret
- 1987 — Guy van Marcke de Lummen
- 1993 — Christian Chopin
- 1996 — Jean-Louis Robert
- 2002 — Frédéric Hatert
- 2005 — Michel Bogaerts
- 2008 — Bernard Charlier